# Cory Blackwell
Pour les articles homonymes, voir Blackwell.
Cory Blackwell, né le 27 mars 1963 à Chicago, est un joueur américain de basket-ball.
Ailier passé par l'université du Wisconsin-Madison, il a été choisi par les SuperSonics de Seattle au 2e tour (28e au total) de la Draft 1984 de la NBA. Blackwell n'a cependant réalisé qu'une seule saison en NBA, la saison NBA 1984-1985 en y apparaissant dans 60 jeux et marquant un total de 202 points. Par la suite, il a fait la saison 1985–1986 à l'Olympique d'Antibes Juan-les-Pins en France puis la saison suivante au NMKY Helsinki/Sornaisten en Finlande.